# 최향윤
최향윤(1969년 9월 5일 ~ )은 대한민국의 성우이다. 1989년 EBS에 입사했으며, 현재는 EBS 11기이다. 교육방송 성우극회 소속. 동기들 중 최연소.

## 주요 출연 작품

### 애니메이션
- 4학년 2반 아이들 (EBS)
- 곰돌이와 비키의 모험 (EBS) - 케접
- 기사 피핀의 천한 가지 모험 (EBS) - 갈리만챠
- 깜짝친구 부우! (EBS) - 깔깔 오리
- 꼬마돼지 피글리의 모험 (EBS)
- 꼬마산타 니콜라스 (EBS)
- 꼬마숙녀 스트로베리 (EBS) - 쿠키
- 꼬마천사 지지 (EBS) - 나미
- 내 친구 아서 (EBS) - 범생이
- 내 친구 토토 (EBS) - 헤이즐
- 늘코의 참 큰 세상 (EBS) - 뽈록
- 뚱보기사 보리와 모리 (EBS)
- 러브in러브 (애니원) - 사라 맥도걸
- 레카 (EBS) - 키라(네롤리) / 꼬바 / 로즈 / 샤이닝 / 스컬드
- 리틀 피플 (EBS) - 다솜이
- 마법기사 레이어스 (SBS) - 에메로드 공주 / 모코나
- 명탐정 코난 (15기) (투니버스) - 노혜미
- 몬스터 팜 (SBS) - 버찌
- 무지개 요정 큐티하니 (SBS)
- 바람의 검심 (애니원) - 세타 소지로
- 별난 깜찍 수호천사 (EBS) - 엑스이빨
- 빅토리 구슬동자 (SBS) - 루이루이
- 산타마을 친구들 (EBS) - 조디
- 소피는 말썽꾸러기 (EBS) - 가정교사
- 슈퍼와이 (EBS) - 레드
- 신기한 스쿨버스 (EBS) - 팀
- 악동클럽 (EBS) - 키오니
- 야! 러그래츠 (EBS) - 에미카
- 요절복통 탈리스의 모험 (EBS) - 리즈
- 잠의 요정 나일러스 (EBS) - 잭
- 제로니모의 모험 (EBS) - 티아 스틸턴
- 짱구는 못말려 (SBS) - 나미리 선생님 / 짱아
- 코끼리왕 바바 (EBS) - 플로라
- 팅가팅가 이야기 (EBS) - 노란 원숭이
- 파워레인저 매직포스 (재능TV) - 오즈 미호(오즈 블루) (카이 아사미)
- 세사미 스트리트 (재능TV) - 벨벳
- 행복배달부 팻 아저씨 (EBS) - 니샤
- D.N.ANGEL (애니원) - 리아 / 제시 / 애거트
- 공룡탐험대 고고다이노 (EBS) - 토모

### 극장용 애니메이션
- 극장판 포켓몬스터: 루기아의 탄생 - 플루라

### 외화
- 네버엔딩 스토리 (EBS) - 팰론 / 에이프럴 / 올라노

### 영화
- 48시간 2 (SBS)
- 고공 침투 (SBS)
- 내겐 너무 예쁜 당신 (SBS)
- 데이비드를 찾아서 (EBS) - 클레이 디턴 (제인 브룩)
- 라스트 패트롤 (SBS)
- 맬리스 (SBS)
- 미지의 코드 (SBS) - 아마두 어머니 (엘렌느 디아라)
- 세인트 (SBS)
- 슈가&스파이스 (SBS)
- 어글리 우먼 (SBS) - 마지막장면 라디오 음성
- 엘로이즈 크리스마스 대소동 (EBS) - 프루넬라 (크리스틴 바란스키)
- 인 드림스 (SBS)

### 방송
- 질병과 치료 (방송대학TV)
- 진실게임 (SBS) - 2004년 7월 9일 출연
- 탑밴드 (KBS)
- 방귀대장 뿡뿡이 (EBS) - 먹구